# Скворцов, Николай Алексеевич
Николай Алексеевич Скворцов (1861, Москва — 1917, Москва) — священник, церковный историк.

## Биография
Родился 2 декабря 1861 года[по какому календарю?] в семье псаломщика храма Введения на Лубянке. Воспитывался в Перервинском духовном училище (1871—1876) и Московской духовной семинарии (1876—1883). В 1887 году окончил Московскую духовную академию со степенью кандидата богословия. Служил в церкви Тихвинской Богоматери в Лужниках, затем в церкви Георгия на Красной Горке (в 1892—1914 годах) и Святодуховском храме на Лазаревском кладбище (с 1914 года — настоятелем).
На шестом году служения Н. А. Скворцов напечатал книгу, которая обратила внимание знатоков церковной старины основательностью и привлечением большого числа архивных документов: Московская Тихвинская, что в Малых Лужниках, за Новодевичьим монастырем, церковь (М., 1893). В это время его жизнь стала тесно связана с деятельностью московского Общества любителей духовного просвещения, членом которого он был избран в 1892 году, а с 14 ноября 1908 года он был председателем Церковно-археологического отдела общества. В 1892—1898 годах он сотрудничал в Комитете по составлению историко-статистических описаний церквей Московской епархии.
В 1893 году Скворцов писал:

Стеснение церквей в наше время (время упадка веры и благочестия) неудивительно. Более поражает то явление, что и прежде, когда сильнее была вера, когда глубже было в сердцах уважение к храмам, эти последние терпели очень часто различные утеснения... Но был другой род утеснения храмов, и зло, им причиненное, непоправимо. Это совершенное уничтожение храмов.

Объектом исследования Скворцова стали исчезнувшие и упраздненные храмы. Он опубликовал серию очерков с описанием московских церквей в журнале «Русский архив» (1893 и 1895) и «Московских церковных ведомостях» (1896—1906). В числе его работ в это время: Уничтоженные в московском Китай-городе церкви (М.: Типо-литогр. И. Ефимова, 1895. — 44 с.) и Храм Рождества Христва в Кудрине (М.: Печатня А. И. Снегиревой, 1898. — 214 с).
В 1902—1911 годах он участвовал в описании Синодальной (Патриаршей) ризницы. С 1909 года сотрудничал в Комиссии по изучению старой Москвы. В 1911—1914 годах был напечатан были напечатаны составленные Н. А. Скворцовым «Материалы по Москве и Московской епархии за XVIII век» («Архив Московской Св. Синода конторы») — Вып. 1. — 1911 ; Вып. 2. — 1914 — труд, который был отмечен Обществом истории и древностей Российских премией имени А. П. Бахрушина. Им также были составлены описания:
- Церковь Иоанна Предтечи в Старой Конюшенной (Москва, 1904);
- Церковь во имя нерукотвореннаго образа Спасителя на Божедомке в Пречистинском сороке, более известная по приделу св. великомученицы Параскевы-Пятницы (Москва, 1904);
- Храм Св. великомученика Георгия Победоносца на Красной Горке в Москве (Москва, 1904);
- Можайский уезд Московской губернии : (существующия и уничтоженныя сельския церкви) (Москва, 1907).

13 декабря 1909 года, после обучения в Московском археологическом институте и защиты диссертации, Н. А. Скворцов получил звание учёного-археолога. С 1912 года он читал курс лекций «Археология и топография Москвы» на организованной в Московском археологическом институте кафедре истории и топографии Москвы.
В 1911 году Скворцовым были опубликованы два выпуска по истории церквей Москвы после нашествия французов. В 1916 году вышел его последний крупный труд: Духовенство Московской епархии в XVII веке (по рукописным источникам). — Сергиев Посад. Остались ненапечатанными его труд «Преп. Герасим Болдинский (к истории канонизации святых в русской церкви)» и работа о житии Св. Анны Кашинской.
Возможно, ему принадлежит авторство книги для детей Моя любимая азбука (М.: тип. т-ва И. Д. Сытина, 1914. — 88 с.).
Был убит грабителями на своей квартире вместе с женой Евгенией Михайловной 15 июня 1917 года[по какому календарю?]. Похоронен на Лазаревском кладбище. После упразднения кладбища в 1930 году останки были перезахоронены на Ваганьковском кладбище.